# Akta dig för kitt
"Akta dig för kitt" är en tecknad serie av Carl Barks, publicerad i september 1944. Serien är på tio sidor och publicerades i Sverige för första gången i Kalle Anka & C:o nummer 17 år 1976.

## Handling
Kalle håller på att täta ett fönster på sitt hus och ber Knattarna att hämta kittet i garaget. Knattarna påminner Kalle om att grannen Olsson har lånat kittet. När Kalle ger sig iväg till Olsson, upplyser Knattarna honom om att det faktiskt är Olssons kitt, men Kalle hör inte på det örat. Kalle anklagar Olsson för att ha snott hans kitt; Olsson blir då arg och kastar iväg Kalle från sin tomt. Kalle ilsknar till på allvar och störtar tillbaka till Olsson, som dock stänger sin grind och Kalle kraschar rakt in i den. Olsson har därtill installerat vattenspridare i grinden och Kalle blir dyblöt. 
Kalle försöker sedan att forcera Olssons grind med en stock, men det går inte alls. Kalle får en ny briljant idé: Han lånar Knattarnas ångmaskin och ansluter den till ett par rullskridskor och tror sig på detta sätt få upp tillräckligt med fart för att kunna bryta sig igenom Olssons grind med stocken. Kalle saknar dock bromsar på sin snillrika uppfinning och brakar in i Olssons hus, där denne sitter och äter mat. Villervalla uppstår och Kalle snurrar runt på Olssons mage med en grillad kyckling på huvudet. Olsson utbrister då: "Det här är det värsta jag sett i hela mitt liv!"
Olsson tänker då lära Kalle en läxa och binder fast denne vid skridskomaskinen, med en bindel för ögonen. Han låter Kalle handlöst puttra iväg, tills han åker utför ett stup ner till en soptipp. Knattarna försöker att förmå Kalle att avbryta fejden, men Kalle är fast besluten att hämnas på Olsson. Kalle inhandlar tio tunnor kitt och gräver sedan en stor grop på sin tomt och häller allt kitt i denna och förseglar den noggrant. 
Nästa morgon ser man Kalle i en rullstol med bandage över hela kroppen, snyftande och stönande. Olsson ser Kalle och blir helt förkrossad. Olsson rusar ut till Kalle och försäkrar att han inte alls ville att detta skulle hända. Olsson dråsar ner i Kalles i förväg preparerade kitt-fälla. Olsson sjunker ner i kittet och Knattarna befarar att han ska drunkna. Kalle famlar ängsligt i kittet, men då drar Olsson ner honom. Då det är en varm och solig dag i Ankeborg, stelnar kittet tämligen snabbt. Knattarna använder en lyftanordning för att hala upp de bägge kombattanterna ur kittet. Kalle och Olsson liknar två statyer och Knattarna skenar iväg för att köpa linolja, som de tror ska lösa upp kittet. I affären är linoljan slut och serien slutar med att Kalle och Olsson står och grälar när det har blivit natt, överhöljda av stelnat kitt.

## Publikationer (urval)
| Serietidning                     | Land    | Nummer  |
| -------------------------------- | ------- | ------- |
| Walt Disney's Comics and Stories | USA     | 48      |
| Kalle Anka & C:o                 | Sverige | 17/1976 |
| Kalle Anka & C:o                 | Sverige | 39/1990 |
| Kalle Anka & C:o                 | Sverige | 16/2021 |

### Webbkällor
- ”Donald Duck: The Purloined Putty – Akta dig för kitt”. INDUCKS. https://inducks.org/story.php?c=W+WDC++48-02. Läst 4 maj 2021.